# Ctenacanthoidea
De Ctenacanthoidea zijn een superfamilie van uitgestorven haaien. Deze nectonische carnivoren verschenen 407 miljoen jaar geleden en wisten te overleven tot het Vroeg-Krijt. Wodnika ocoyae wordt later beschouwd als samensmelting. De verspreiding is praktisch wereldwijd.